# Stenaoplus monomaculatus
Stenaoplus monomaculatus är en stekelart som beskrevs av Heinrich 1968. Stenaoplus monomaculatus ingår i släktet Stenaoplus och familjen brokparasitsteklar. Inga underarter finns listade i Catalogue of Life.